# Uloborus jarrei
Espèce
Uloborus jarrei est une espèce d'araignées aranéomorphes de la famille des Uloboridae.

## Distribution
Cette espèce est endémique de Guinée.

## Publication originale
- Berland & Millot, 1940 : Les araignées de l'Afrique occidental français. II, Cribellata. Annales de la Société Entomologique de France, vol. 108, p. 149-160.